# Baixo Ebro
Baixo Ebro (em catalão e oficialmente: Baix Ebre; em castelhano: Bajo Ebro)
é uma comarca da província de Tarragona, Catalunha, Espanha. Tem 991,6 quilômetros de área e 74 962 habitantes.

## Subdivisões
A comarca subdivide-se nos seguintes municípios:
- L'Aldea
- Aldover
- Alfara de Carles
- L'Ametlla de Mar
- L'Ampolla
- Benifallet
- Camarles
- Deltebre
- Paüls
- El Perelló
- Roquetes
- Tivenys
- Tortosa
- Xerta